# Karl Trapp
Karl Johann Andreas Trapp (* 21. Juli 1833 in Hamburg; † 22. Dezember 1895 ebenda) war ein deutscher Opernsänger (Bass).

## Leben
Mit 24 Jahren debütierte Trapp in der Spielzeit 1857/58 an der Oper Köln. Im folgenden Jahr war er am Stadttheater Krakau in engagiert. Daran schloss sich eine Gastspielreise an, welche ihn an das Deutsche Theater Riga, die Grazer Oper und das Hoftheater Stuttgart führte.
Zwischen 1860 und 1866 war Trapp Mitglied des Ensembles am Hoftheater Darmstadt. 1861 spielte er dort den Mephistopheles in der deutschen Uraufführung von Charles François Gounods Oper Faust.
Nach einer langwierigen Erkrankung war Trapp stimmlich nicht mehr in der Lage war, auf der Bühne zu singen. Deshalb ließ er sich in seiner Vaterstadt nieder und wirkte dort als Gesangspädagoge.

## Rollen (Auswahl)
- Mephistopheles – Faust (Charles François Gounod)
- ? – Melusine (Louis Schindelmeisser)
- Sarastro – Die Zauberflöte (Wolfgang Amadeus Mozart)
- Falstaff – Die lustigen Weiber von Windsor (Otto Nicolai)